# Rijssen

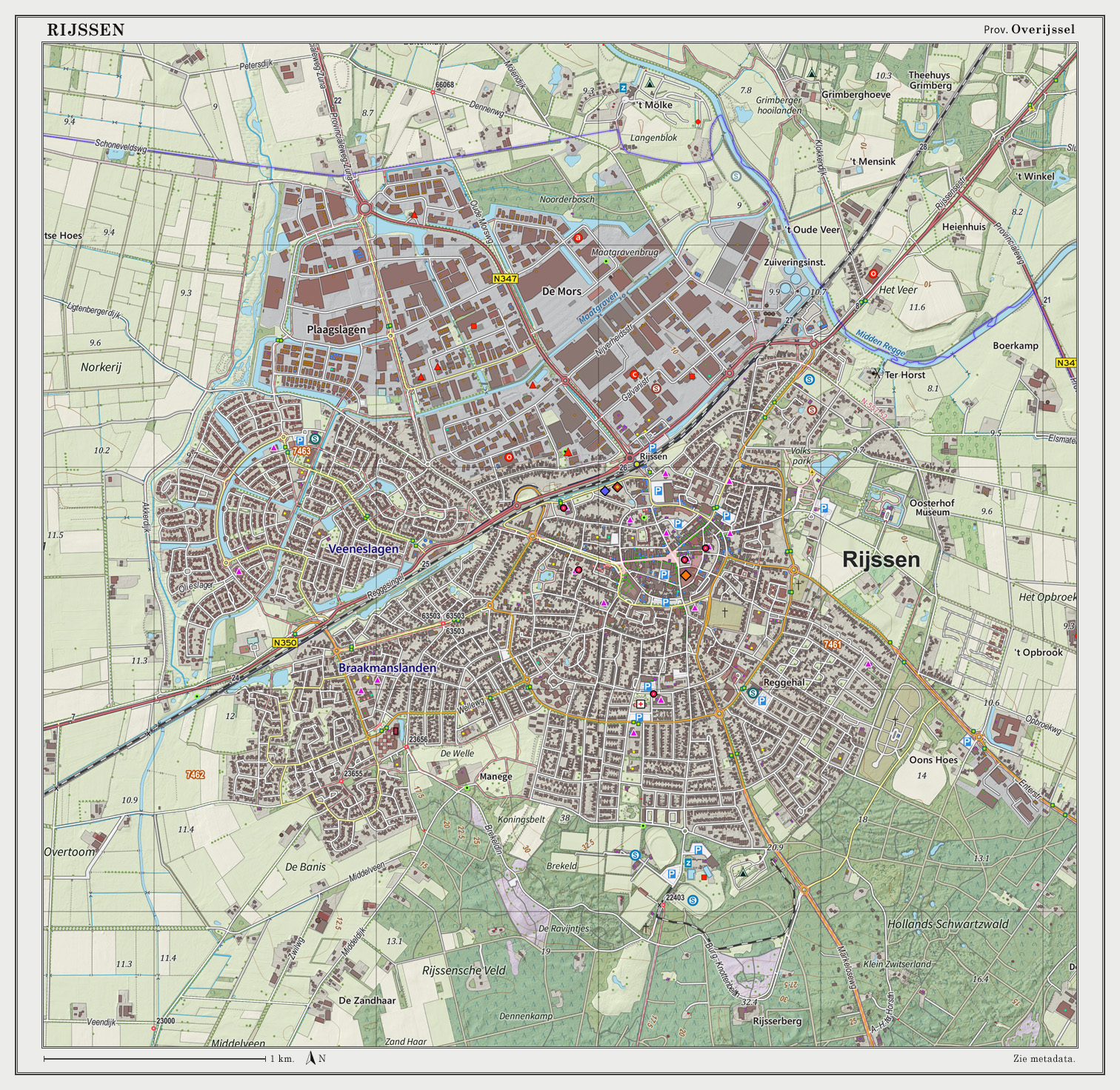
Topografische kaart van Rijssen, dec. 2014

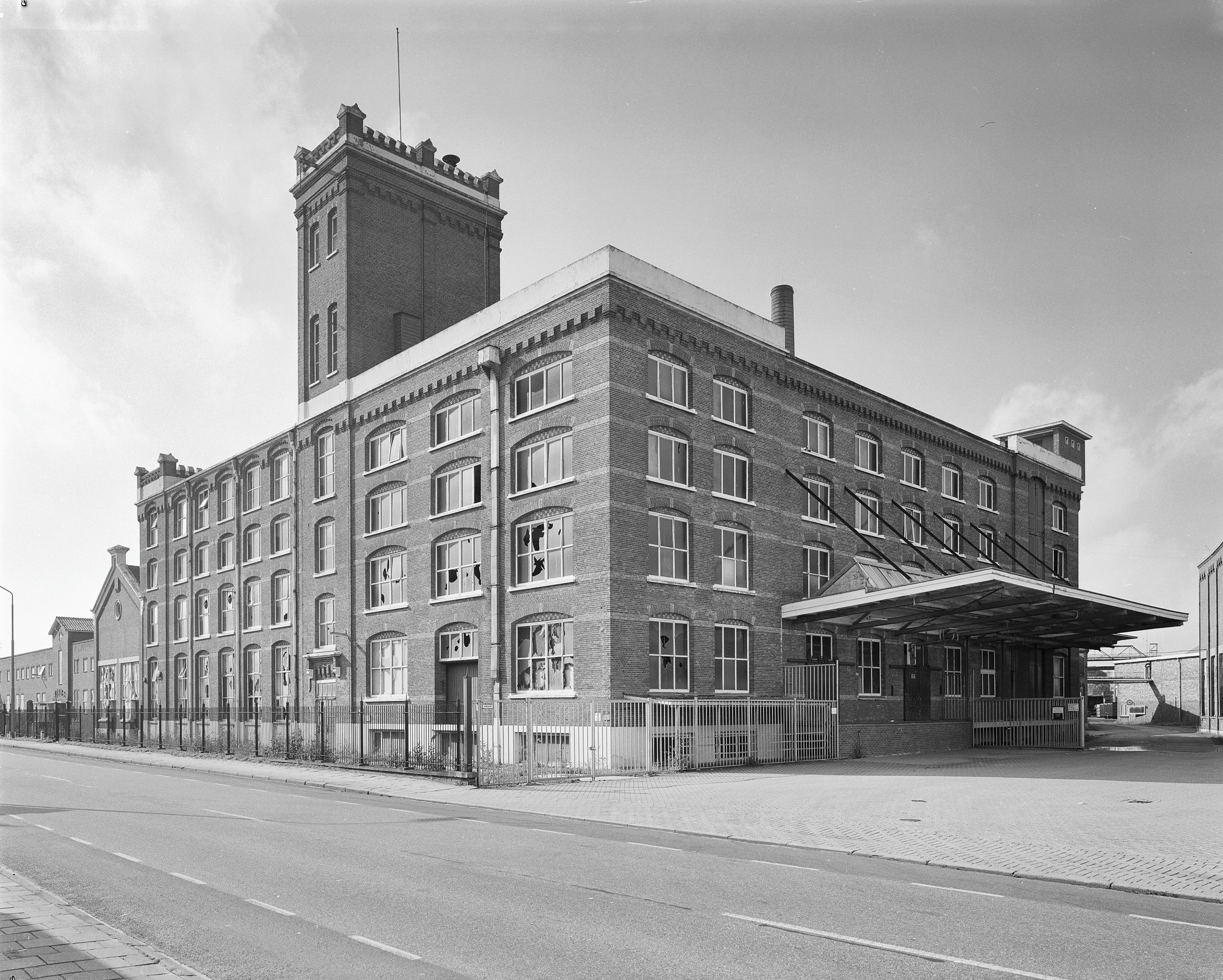
Textiel en Jute-fabriek Ter Horst (1987)

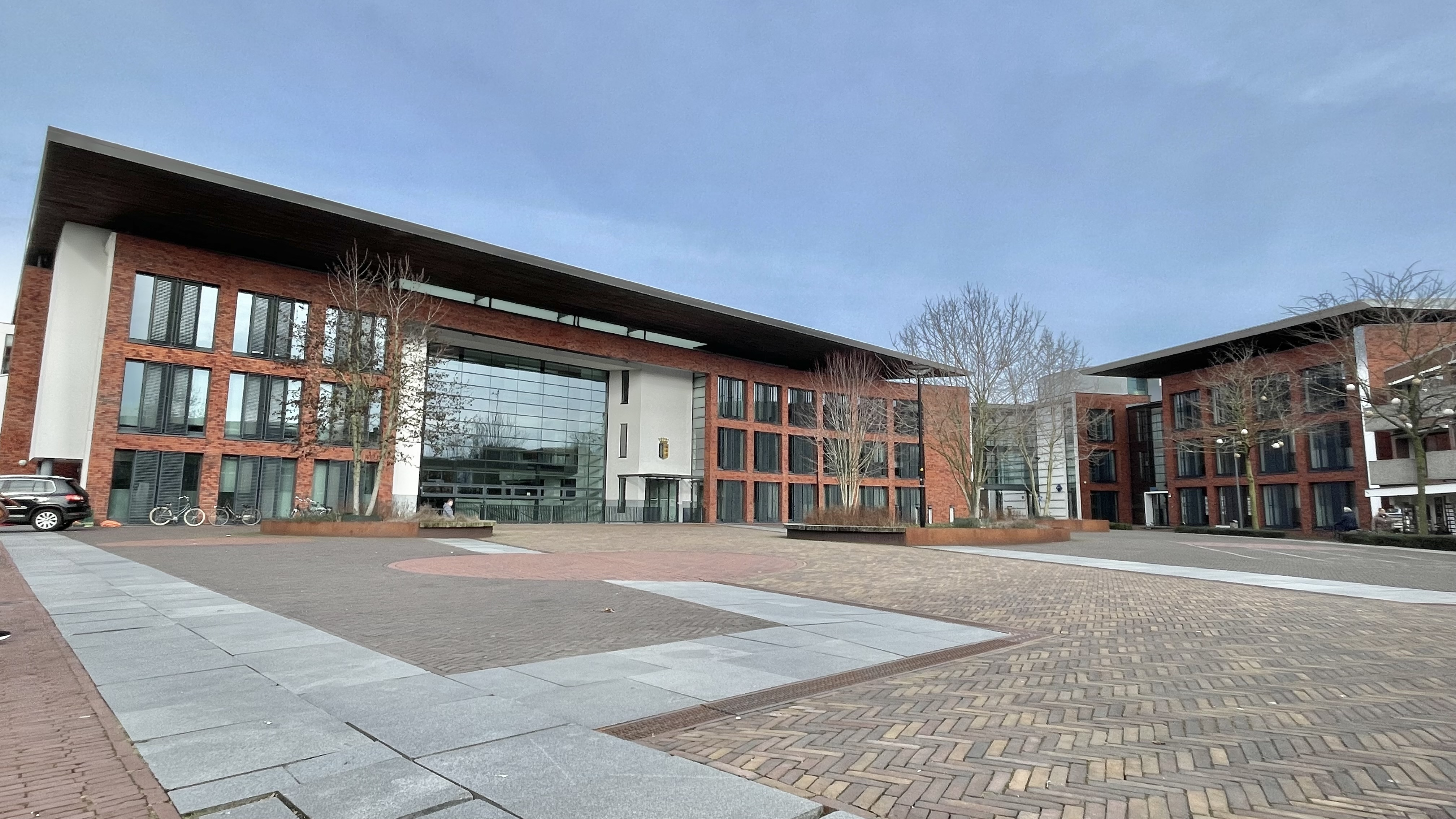
Gemeentehuis aan het Europaplein (2024)

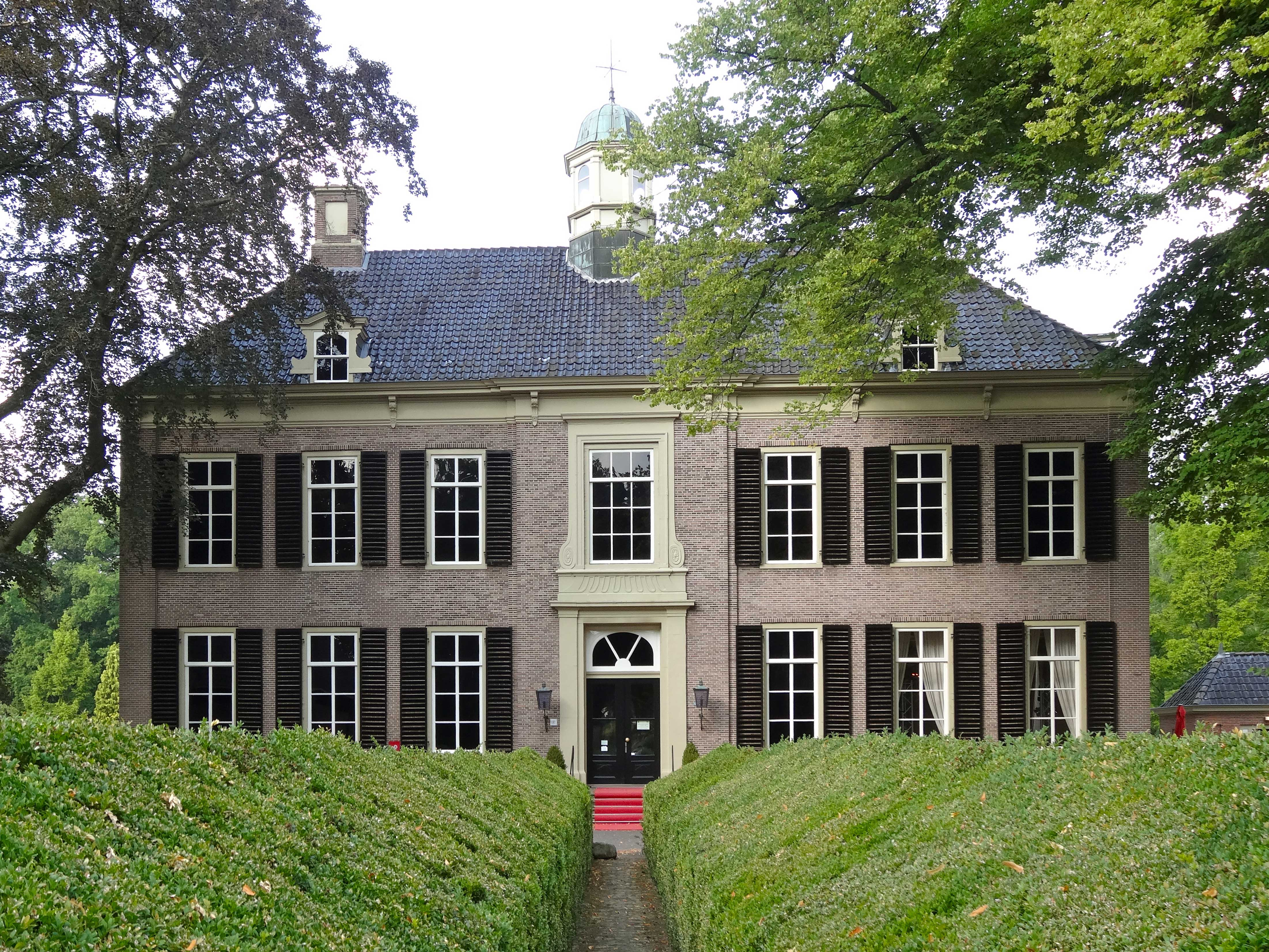
Havezate de Oosterhof

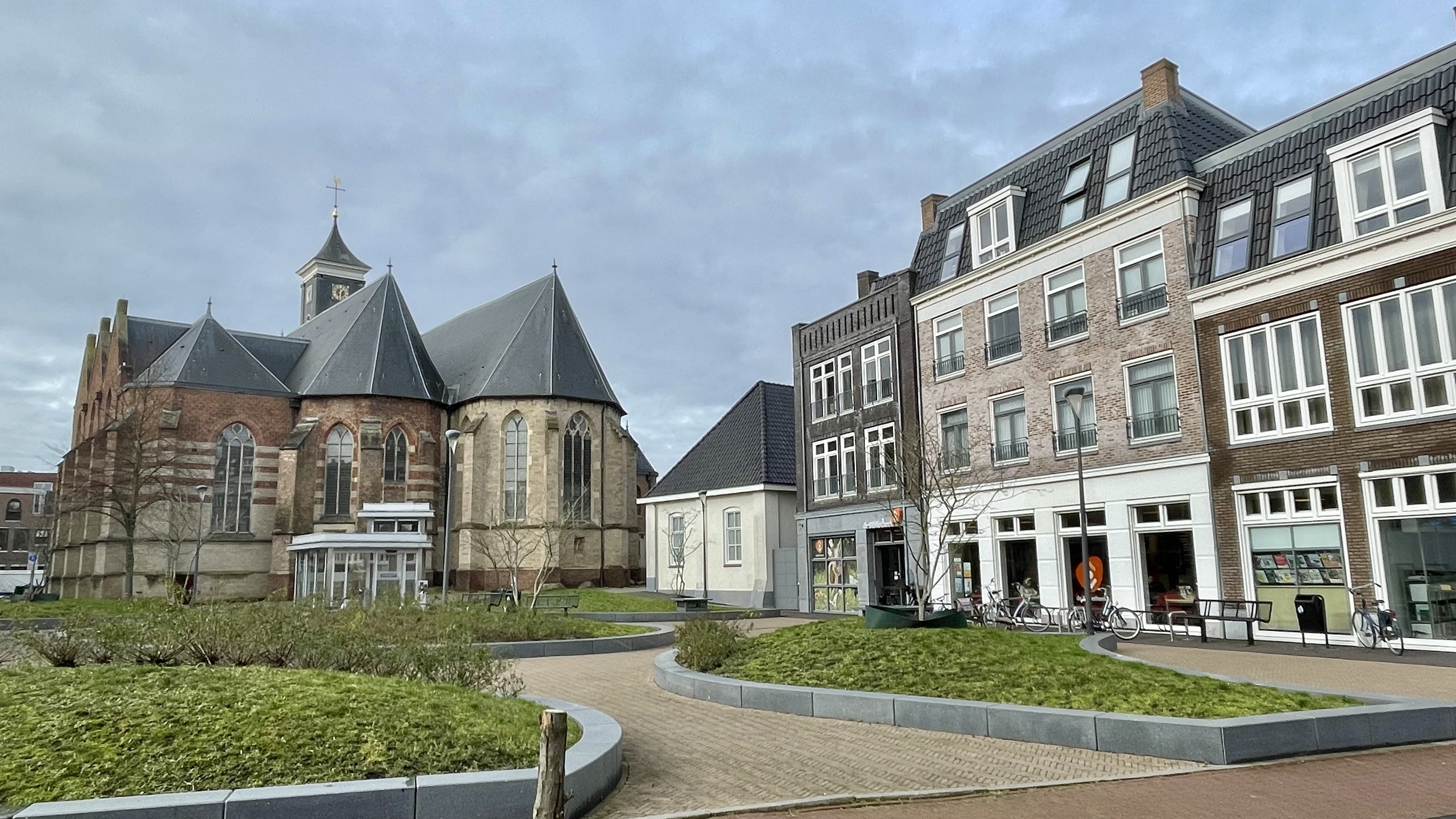
Openbare bibliotheek, Kerkstraat

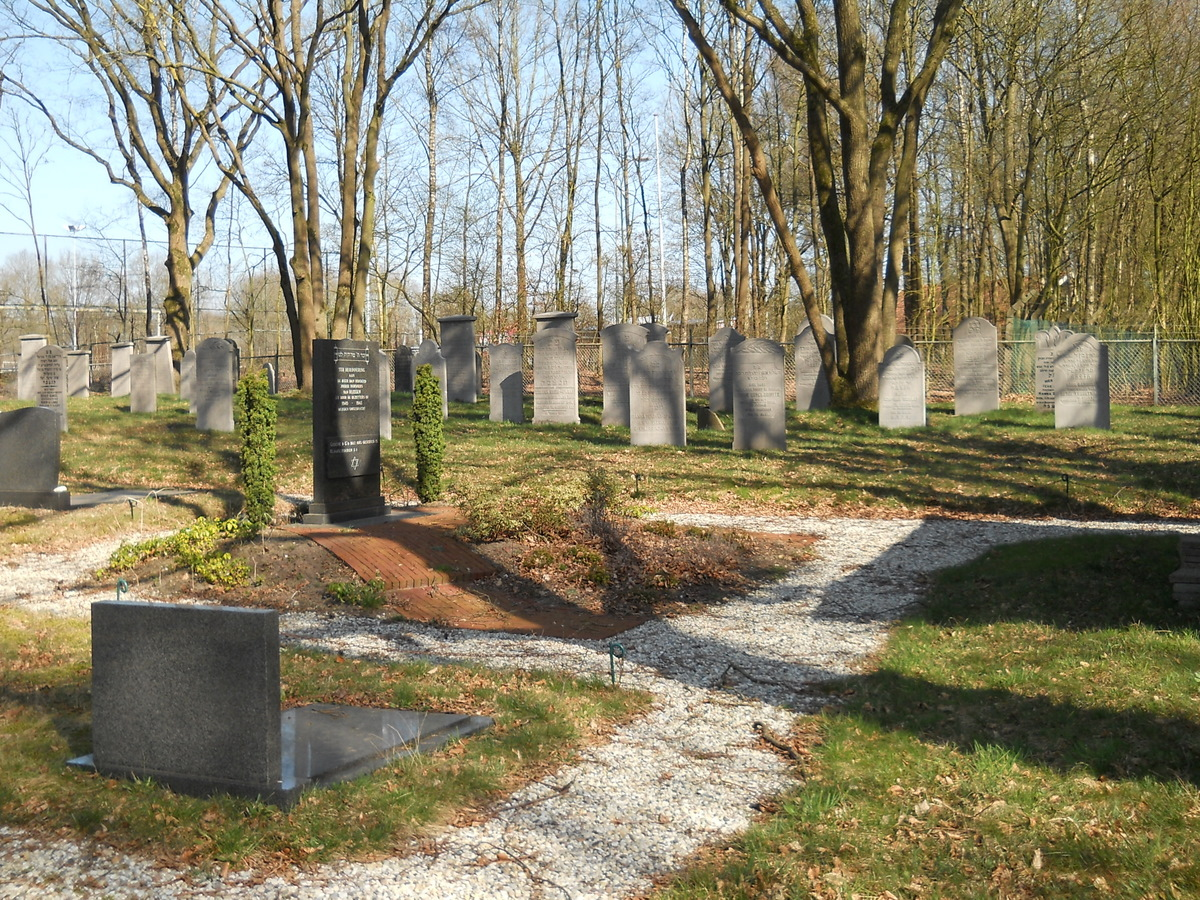
Joodse begraafplaats

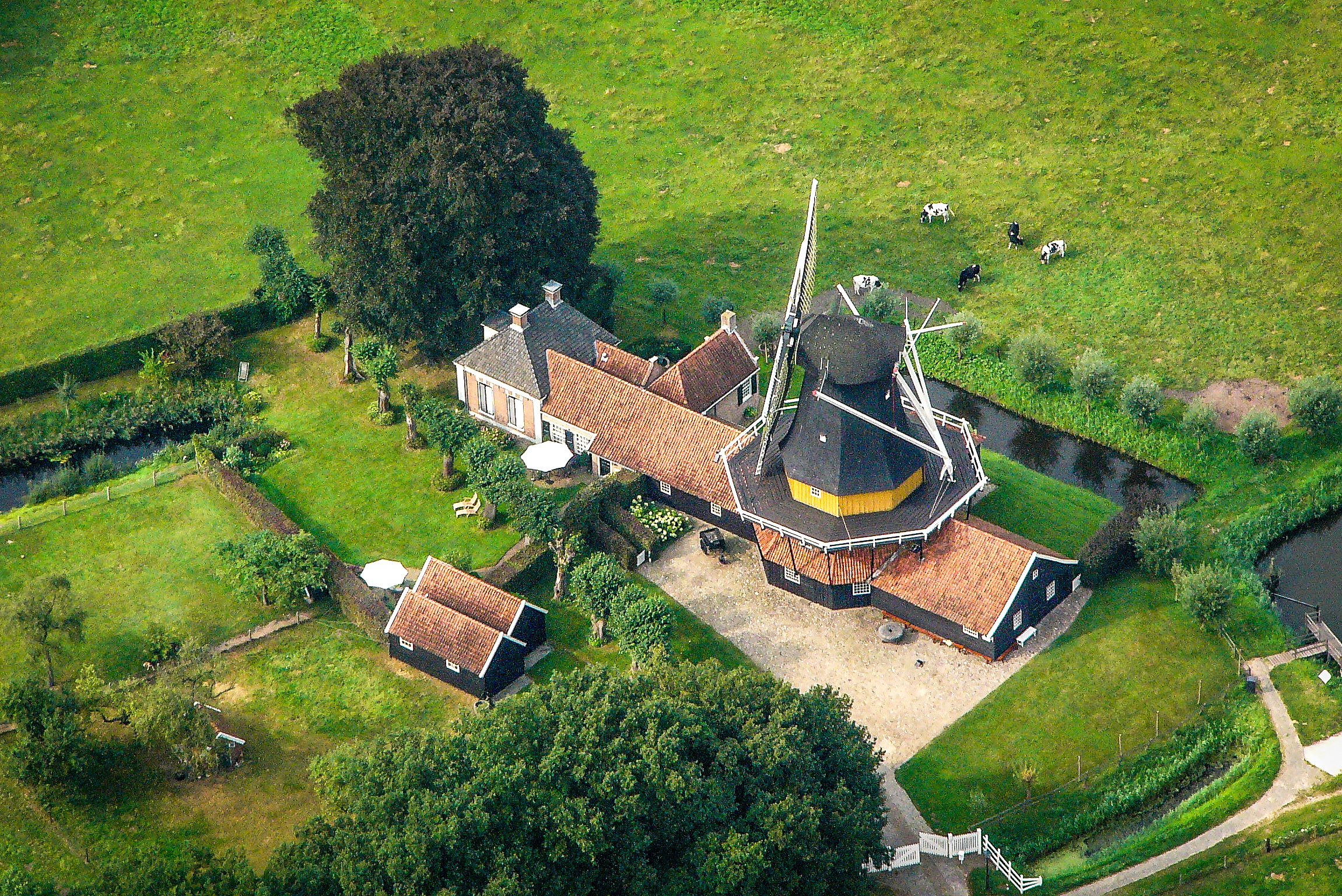
Pelmolen Ter Horst

Rijssen (Nedersaksisch: Riesn) is een stad in de gemeente Rijssen-Holten en ligt in de Nederlandse provincie Overijssel, tussen Deventer en Almelo. De stad telde op 1 januari 2023 28.885 inwoners en is 2806 hectare groot.

## Geschiedenis

### Rijssen en zijn oudste geschiedenis
De oudste vermelding van Rijssen is in de goederenlijst van de graaf van Dale (1188), waarin de parrochia Risnen wordt genoemd. De huidige protestantse Schildkerk, toen Sint-Dionysiuskerk, vormde het centrum van dit kerspel Risnen. De wording van dorp tot stad vond plaats doordat Otto van Holland, bisschop van Utrecht, onenigheid had met zijn leenman, de burggraaf van Goor. Deze werd in zijn burcht Goor te machtig. De bisschop wilde deze macht breken en verleende aan het dorp Rijssen reeds op 5 mei 1243 stadsrechten. Deze rechten hielden in dat de stad Rijssen twee jaarmarkten mocht houden en twee weekmarkten. Het stadsrecht van Rijssen appelleert aan het stadsrecht van Deventer. Net als Deventer trad Rijssen omstreeks 1350 toe tot de Hanze.
De stad bezat ook het recht van een Hoge Bank, dat wil zeggen de hoge rechtbank voor het richterambt Kedingen dat tot aan de Franse tijd heeft bestaan. Hierover zijn meerdere disputen gehouden tussen de stad Goor en de stad Rijssen, om te besluiten wie dit recht mocht bezitten. Rijssen bestuurde het recht over de zogenaamde Rijssense Kwartieren: Hoge Hexel, Wierden, Rectum, Ypelo, Enter, Notter, Zuna en Elsen.

### Omwalling
Rijssen kreeg met de stadsrechten ook het recht om zich te verdedigen en er kwamen wallen en grachten. Rijssen had drie stadspoorten: de Molenpoort, de Elsenerpoort en de Haarpoort. 's Avonds werd de avondklok geluid ten teken dat de poorten werden gesloten, een traditie die nog steeds in ere wordt gehouden. De toegang naar het zuiden werd extra bewaakt door de Holtentoren (houten toren) op de Koerbelt. Een verdere verdediging was niet nodig omdat de stad aan de andere zijden was omringd door waterrijke en moerassige gebieden.

### Stadsbestuur
Rijssen had een stadsbestuur en zes burgemeesters. Deze waren tegelijkertijd schepen en raad. Het college van burgemeesters koos zijn maandschepenen. De schepenen vormden voor vier maanden van het jaar een vast koppel. Als de periode verstreken was, kwam het volgende koppel aan de beurt. Het taakbeleid van de schepenen in Rijssen was zeer veelzijdig. Ze hielden zich ook bezig met de oneigenlijke rechtspraak. Dat hield het opmaken en registreren van akten in. Bijzonder is dat de schepenen van Rijssen zich gedroegen als markerichters en gewaarden. Ondanks dat Rijssen een stad was, is er naast de stad ook sprake van de marke Rijssen; dat is dat deel dat buiten het stadswigbold ligt. 
De stad Rijssen was later na de 18e eeuw onderverdeeld in zes kwartieren van samen 12 rotten. De rotten of wijken in Rijssen bestonden grotendeels uit de oudste straten. Daarvoor was ze alleen onderverdeeld in rotten. De nu nog bekende rotten zijn: Het Schild, Haarstraat, Elsenerstraat, Bouwstraat, Walstraat, Rozengaarde, Grotestraat, Boomkamp, Huttenwal. Het gebied rondom Rijssen werd markegrond genoemd. Langzaam werd dit door de stad opgeslokt en ging dit tot het buitenrot behoren. In de 18e eeuw bestond Rijssen uit twaalf rotten en één buitenrot. Het buitenrot telde voor de verkiezing niet mee. Dit had te maken met dat het markegrond was en buiten het stadswigbold viel. In elk kwartier mocht de bevolking twee mensen kiezen voor de keur. In totaal waren er derhalve twaalf mensen van wie er uiteindelijk zes overbleven; die zes vormden de Rijssense regering.

### Reformatie
De resolutie van 1598, die ervoor moest zorgen dat de reformatie doorgang kon vinden, bleek weinig uit te halen. Van 1601 tot 1628 probeerde de classis van Deventer grote druk uit te oefenen om de reformatie door te zetten. De tijd was de katholieken goedgezind; doordat Spinola op 1 augustus 1605 Oldenzaal veroverde, werd heel Twente weer katholiek. De magistraat van Rijssen luisterde niet naar de classis van Deventer en ook de oude pastoor Rutgerus Braemcamp oefende na afzetting het priesterambt weer uit en celebreerde nog soms de katholieke mis voor de gelovigen. De classis verbood alle soorten van zogenaamde paapse afgoderij. De grotendeels nog katholiekgezinde bevolking die ook op bedevaart ging naar het Heilige Bloedhuis in de Martinuskerk (Markelo) waar een reliek van het Heilige Bloed werd bewaard, werd onder druk op straffe van grote geldboetes gedwongen om niet deel te nemen aan deze "paapse" (rooms-katholieke) gewoonten. De periode na pastoor Braemcamp bleef woelig en Rijssen bleef voor de classis van Deventer een stad met een tegendraadse bevolking die aanvankelijk niet luisterde naar de orthodox-calvinistische protestantse classis. In latere jaren zou echter het protestantisme in Rijssen meer en meer de boventoon gaan voeren; het thans zo kenmerkende uiterst protestantse en bevindelijk-gereformeerde karakter der stad Rijssen vinden echter hun oorsprong pas in de 18e en 19e eeuw.

### Plundering en oorlog
De oudst bekende plundering is die van 1497 door Hendrik V van Wisch, een bannerheer van kasteel Wisch uit het Hertogdom Gelre. De stad was weerloos en kon niet voorkomen dat ze werd geplunderd. In 1510 wilde Karel van Gelre Rijssen plunderen. Deze plundering kon door het afdragen van een afkoopsom door de stadsregering worden voorkomen. In 1517 probeerde Karel van Gelre nog een keer tot plundering over te gaan. In de periode 1580-84 ondervond Rijssen de meeste hinder van de Tachtigjarige Oorlog. Doordat Deventer in Staatse handen en Oldenzaal in Spaanse handen bleef, kwam het op de grens tussen deze gebieden tot schermutselingen. Rijssen werd in 1583 in brand gezet. In 1584 kwamen Engelse en Duitse huurlingen, die officieel in dienst waren van het Staatse leger, naar de stad. Zij gijzelden inwoners van de stad en met dreigementen persten ze de bevolking 2100 Carolus gulden af. De toenmalige bisschop van Münster, Bernhard von Galen, ook wel "Bommen Berend" genaamd, plunderde de stad Rijssen tweemaal; de eerste keer direct na de jaarwisseling in 1666, de tweede keer volgde in 1672.

### Industriële periode
In 1750 werd aan de Regge de huidige Pelmolen Ter Horst (olie- en pelmolen) gebouwd door de Rijssense familie Ter Horst. In de 19e eeuw ging de opkomst van de textielindustrie in Twente aan Rijssen niet voorbij. De Koninklijke Jutespinnerijen en -weverijen van Ter Horst & Co bepaalden meer dan 125 jaar de economie van de Reggestad. Naast de jute-industrie bezat Rijssen een aantal steenbakkerijen. De laatste steenfabriek is in 2007 gesloten. In 1888 werd Rijssen ontsloten door de spoorlijn Deventer - Almelo en kreeg een stationsgebouw, station Rijssen. In 1924 eindigde de scheepvaart van zompen op de Regge.
In de nacht van 25 op 26 maart 1945 werd Rijssen door een ramp getroffen. Ds. Lamain van de gereformeerde gemeente zou die avond vanaf de kansel gezegd hebben dat er iets ernstigs zou gaan gebeuren. “Er zijn mensen in de kerk voor wie het de laatste keer is dat ze er zijn geweest.” Enkele uren later werden deze woorden bewaarheid. Een V1 stortte neer waarbij 9 mensen om het leven kwamen. Een uit Duitsland terugkerend Engels vliegtuig gooide een bom op de plaats van de vlammenzee, waardoor nog meer slachtoffers vielen. In totaal kwamen bij deze ramp 23 mensen om het leven.
Na de teloorgang van de jute-industrie in de jaren 70 en 80 van de vorige eeuw ontstond in Rijssen een bloeiende bouwnijverheid en transportsector. In 2001 werd de gemeente Rijssen samengevoegd met de Sallandse gemeente Holten. De stad behoort tot de regio Twente en wordt wel de Poort van Twente genoemd.

## Bevolking

### Godsdienst
Rijssen heeft een grotendeels orthodox protestantse bevolking. Rijssen behoort tot de Bijbelgordel die grofweg loopt van de provincie Zeeland, via de Veluwe tot aan de kop van Overijssel. Rijssen is een enclave van orthodox-protestanten in een overwegend katholiek Twente. Veel scholieren volgen het voortgezet onderwijs op de Jacobus Fruytier Scholengemeenschap in Apeldoorn, een reformatorische school die ook een dependance in Rijssen heeft. Het orthodox-protestantse karakter blijkt ook uit het feit dat de SGP de grootste politieke groepering in Rijssen is. Kenmerkend voor de stad is het aanhouden van de zondagsrust door het orthodoxe deel van de bevolking. Dit wordt minder. Het calvinisme bepaalt reeds lange tijd het aanzien van de stad. Rijssen bezit een heel scala aan kerkgenootschappen uit het protestantse spectrum. Het katholicisme, dat in andere delen van Twente de overhand heeft, vormt in Rijssen een minderheid. Rijssen is tevens de thuisbasis van een Syrisch-Orthodoxe (Aramese) gemeenschap, die beschikt over een eigen kerk, de Mor Ignatius Nurono-kerk. Daarnaast kent de stad ook een Turkse en een Molukse gemeenschap.
Deze Molukkers, die zich in de jaren 60 in Rijssen vestigden, zijn over het algemeen protestants. Rijssen kende ook een jeugdkerk, genaamd Transformed. Deze is haar vroegere locatie, het Parkgebouw, ontgroeid en houdt haar diensten inmiddels in Ambt Delden.
De grootste kerk van Rijssen, de (Hervormde Gemeente) telt 8916 leden (2016). Daarna komen de Gereformeerde Gemeenten met 6680 leden (2018). De Noorderkerk van de Gereformeerde Gemeente telt circa 1970 zitplaatsen, De Tabernakel telt ruim 1100 zitplaatsen en de Zuiderkerk heeft 1900 zitplaatsen.
Zowel de Noorderkerk als de Zuiderkerk behoort tot de grootste kerken in Nederland voor wat betreft het aantal zitplaatsen. Daarnaast kent Rijssen nog een kerk van de Oud Gereformeerde Gemeenten en een van de Gereformeerde Gemeenten in Nederland.
In 2009 kwam de gereformeerde Rijssense gemeenschap massaal in opstand tegen het heavymetalfestival Elsrock op zaterdag 29 augustus van dat jaar: er werden ruim 3.500 bezwaren ingebracht, onder meer omdat het festival als een aantasting van Gods eer werd beschouwd. Het festival vond evenwel doorgang.

### Volksaard en traditie
De opkomst bij de verkiezingen voor de Tweede Kamer behoort traditiegetrouw tot de hogere in Nederland. Zoals in veel plaatsen in Twente heeft de autochtone bevolking in Rijssen bijnamen. Een opvallend verschil met veel andere plaatsen is dat de bijnamen in Rijssen veelal niet zijn gekoppeld aan de naam van de boerderij waar de familie woonde. De bijnamen, vaak scheldnamen genoemd, zijn regelmatig ontstaan naar aanleiding van een opvallend uiterlijk kenmerk of opvallend gedrag, soms zelfs van een (ver) familielid.

## Rijssens dialect
Het Rijssense dialect, ook wel bekend als 'Riessens', is onderdeel van de Nedersaksische taal. Deze variant wordt het Twents-Graafschaps genoemd.
Het Rijssens heeft een geheel eigen karakter en is daardoor goed te herkennen. Het Rijssens wordt door alle sociale lagen van de Rijssense bevolking gesproken, maar er is een afname van het actief gebruik geweest. Door hernieuwde interesse in streekeigen onderwerpen neemt het gebruik onder de Rijssense bevolking weer toe. Dit heeft er onder andere toe geleid dat Rijssen-Holten als eerste Nedersaksische gemeente in 2008 officieel tweetalig werd. Dit uit zich bijvoorbeeld in het tweetalige baliebeleid op het gemeentehuis, en de mogelijkheid om huwelijksvoltrekkingen in het Rijssens te laten plaatsvinden.
Waar in veel variaties van het Twents veel woorden erg 'vernederlandst' zijn, behoudt het Rijssens nog een uniek karakter met veel eigen woorden en een typerende uitspraak. Het Rijssens kent een aantal klanken die het Nedersaksisch niet bezit.

### Volkslied
Dat Rijssen een sterk eigenzinnig karakter heeft blijkt onder andere uit het feit dat Rijssen als een van de weinige steden in Nederland een eigen volkslied heeft, Mooi Riessen, dat in het Rijssens werd geschreven door J.H. Mekenkamp:
Tusken 't heed en bos en akker,

tusken 't hoog' en leege laand,

woer 'n Oa zo laankzaam, laankzaam kroonkelt,

zik 'nen weg noar 't noorden baant,

woer nog zeent, de vennekoelen

met de bolnpeeters in 't reet,

woer 't nog völle, völle oolderwàts is,

weet ie woer dàt is of neet,
Refrein:
Dàt is in Riessen, dàt oole Riessen,

't mooiste plaetsken oet heel Twentelaand

in heele groote stean, kon 'k vaste aalt nit wean

mear Riessen, jonge joa, jonge joa, jonge joa,

dàt lig mie toch zo noa, toch zo noa, toch zo noa

dàt lig mie zo heelder en zo fris,

umdàt 'r mear één Riessen is

umdàt 'r mear één Riessen is.

## Economie
Belangrijke bronnen van inkomsten zijn handel, kunststof, transport, bouwbedrijven en papier, terwijl dit vroeger vooral de productie van jute was.

## Sport en recreatie

### Sport
- Rijssen telt drie voetbalverenigingen. SV Excelsior '31 speelt in de 3e divisie.
- Verder zijn er Sportclub Rijssen (opgericht in 1960) en s.v. Rijssen (opgericht in 2019 door de fusie[5] van Rijssen Vooruit (opgericht in 1909) en RKSV (opgericht in 1944).).
- Ieder jaar wordt in juni door STRATOS de Rijssense Triathlon georganiseerd rondom en over de Rijsserberg.
- Rijssen vormt jaarlijks zowel de start- als de finishplaats van de wielerwedstrijd Ronde van Overijssel. De Stichting Wielersport Rijssen (SWR) organiseert jaarlijks de Ronde van Rijssen met als hoogtepunt de plaatselijke omloop voor Elite Vrouwen. In 2009, 2010 en 2011 staat de SWR garant voor een etappe van de Holland Ladies Tour; de Ronde van Nederland voor vrouwen met een internationale deelname.
- De volleybalvereniging RIVO (Riessense Volleybalclub). Het eerste herenteam promoveerde in 2013 naar de eredivisie, het eerste damesteam speelt in de superdivisie.
- Rijssen kent ook een basketbalvereniging, Risne Stars.

### Recreatie
- Muziekvereniging Wilhelmina Rijssen bestaat sinds 1898 en is ontstaan als arbeidersvereniging voor medewerkers van de oude stoomwerken van Ter Horst. De vereniging telt ongeveer 160 leden en bestaat uit een drumfanfare en majorette-/colorguardgroep, harmonisch orkest, dweilorkest "De Kamgoarn Klösse" en verschillende gelegenheidsensembles, zoals een Egerländerkapel, een koperensemble, saxofoonkwartet en vrouwenkapel "De Wilhelmientjes".
- In Havezate de Oosterhof ten oosten van het centrum, zijn het Rijssens Museum en het Internationaal Brandweermuseum gevestigd. Het biedt informatie over de geschiedenis van Rijssen, haar bewoners en de jute-industrie en de brandweer.
- Rijssen is gelegen aan de Europese wandelroute E11, die loopt over de Holterberg. Ter plaatse is de route bekend als Marskramerpad ofwel Handelsweg.
- In Rijssen rijdt een toeristisch treintje op een voormalig industriespoor met de naam Leemspoor.

## Media

### Lokale omroep
De lokale omroep voor Rijssen en Holten is Radio 350.

### Lokale kranten (huis-aan-huisweekbladen)
- Rijssen-Holtens Nieuwsblad
- Het hart van Rijssen-Holten

## Openbaar vervoer
Rijssen heeft ook een eigen treinstation: station Rijssen. Hier stoppen van maandag tot vrijdag twee keer per uur treinen naar Apeldoorn en twee keer per uur treinen naar Almelo  of Enschede. In het weekend rijden ze één keer in het uur.

## Bekende Rijssenaren
- Mientje Vrijdag (1884-1943), auteur
- Belcampo (1902-1990), auteur
- Gerard Bartelink (1924-2024), hoogleraar
- Dieuwke Abma-ter Horst (1926-2013), beeldhouwer
- Gerard Tusveld (1928-2008), accountant en sportbestuurder
- Harm Agteresch (1943-2011), komiek, zanger
- Dik Wessels (1946-2017), ondernemer
- Jan Baan (1946), ondernemer
- Paul Baan (1951, ondernemer
- Herman Wessels (1954-2007), ondernemer en sportbestuurder
- Asje van Dijk (1955), burgemeester
- Eric Braamhaar (1966), politicus en oud-voetbalscheidsrechter
- Marcel Zwoferink (1971), bodyguardinstructeur, acteur
- Wyomi Masela (1993), gymnast
- Sterrin Smalbrugge (1993), ecoloog, presentatrice en auteur
- Thomas Verhoeven (1997), zwemmer
- Lieke Hammink (2001), actrice